# Queen of Time
Queen of Time trinaesti je studijski album finskog heavy metal-sastava Amorphis. Objavljen je 18. svibnja 2018. i zadnji je uradak skupine koji je objavila diskografska kuća Nuclear Blast. Prvi je album od uratka Tuonela iz 1999. na kojem je svirao izvorni basist Olli-Pekka Laine, koji se 2017. ponovno pridružio grupi; tako je Queen of Time postao i prvi album od uratka Tales from the Thousand Lakes iz 1994. na kojem sviraju sva četiri izvorna člana sastava. Produkciju potpisuje Jens Bogren.

## Popis pjesama
Tekstovi: Pekka Kainulainen. 
| 1.    | »The Bee«              | Santeri Kallio | 5:30 |
| 2.    | »Message in the Amber« | Esa Holopainen | 6:44 |
| 3.    | »Daughter of Hate«     | Holopainen     | 6:20 |
| 4.    | »The Golden Elk«       | Kallio         | 6:22 |
| 5.    | »Wrong Direction«      | Holopainen     | 5:09 |
| 6.    | »Heart of the Giant«   | Kallio         | 6:32 |
| 7.    | »We Accursed«          | Kallio         | 4:59 |
| 8.    | »Grain of Sand«        | Holopainen     | 4:44 |
| 9.    | »Amongst Stars«        | Kallio         | 4:50 |
| 10.   | »Pyres on the Coast«   | Holopainen     | 6:19 |
| 57:29 |                        |                |      |

| Dodatne pjesme na gramofonskoj inačici i digipak-inačici albuma | Dodatne pjesme na gramofonskoj inačici i digipak-inačici albuma | Dodatne pjesme na gramofonskoj inačici i digipak-inačici albuma | Dodatne pjesme na gramofonskoj inačici i digipak-inačici albuma | Dodatne pjesme na gramofonskoj inačici i digipak-inačici albuma | Dodatne pjesme na gramofonskoj inačici i digipak-inačici albuma | Dodatne pjesme na gramofonskoj inačici i digipak-inačici albuma | Dodatne pjesme na gramofonskoj inačici i digipak-inačici albuma | Dodatne pjesme na gramofonskoj inačici i digipak-inačici albuma | Dodatne pjesme na gramofonskoj inačici i digipak-inačici albuma |
| Br.                                                             | Skladba                                                         | Skladatelj                                                      | Trajanje                                                        |                                                                 |                                                                 |                                                                 |                                                                 |                                                                 |                                                                 |
| --------------------------------------------------------------- | --------------------------------------------------------------- | --------------------------------------------------------------- | --------------------------------------------------------------- | --------------------------------------------------------------- | --------------------------------------------------------------- | --------------------------------------------------------------- | --------------------------------------------------------------- | --------------------------------------------------------------- | --------------------------------------------------------------- |
| 11.                                                             | »As Mountains Crumble«                                          | Olli-Pekka Laine                                                | 6:17                                                            |                                                                 |                                                                 |                                                                 |                                                                 |                                                                 |                                                                 |
| 12.                                                             | »Brother and Sister«                                            | Kallio                                                          | 6:03                                                            |                                                                 |                                                                 |                                                                 |                                                                 |                                                                 |                                                                 |
| 69:49                                                           |                                                                 |                                                                 |                                                                 |                                                                 |                                                                 |                                                                 |                                                                 |                                                                 |                                                                 |

| Dodatna pjesma na japanskoj inačici albuma | Dodatna pjesma na japanskoj inačici albuma | Dodatna pjesma na japanskoj inačici albuma | Dodatna pjesma na japanskoj inačici albuma | Dodatna pjesma na japanskoj inačici albuma | Dodatna pjesma na japanskoj inačici albuma | Dodatna pjesma na japanskoj inačici albuma | Dodatna pjesma na japanskoj inačici albuma | Dodatna pjesma na japanskoj inačici albuma | Dodatna pjesma na japanskoj inačici albuma |
| Br.                                        | Skladba                                    | Skladatelj                                 | Trajanje                                   |                                            |                                            |                                            |                                            |                                            |                                            |
| ------------------------------------------ | ------------------------------------------ | ------------------------------------------ | ------------------------------------------ | ------------------------------------------ | ------------------------------------------ | ------------------------------------------ | ------------------------------------------ | ------------------------------------------ | ------------------------------------------ |
| 11.                                        | »Honeyflow«                                | Kallio                                     | 5:15                                       |                                            |                                            |                                            |                                            |                                            |                                            |
| 62:44                                      |                                            |                                            |                                            |                                            |                                            |                                            |                                            |                                            |                                            |

## Recenzije
| Recenzije       | Recenzije |
| Izvor           | Ocjena    |
| --------------- | --------- |
| Blabbermouth    | 9/10      |
| Exclaim!        | 8/10      |
| Metal Injection | 9/10      |
| Metal Hammer    | [ 13 ]    |

Queen of Time dobio je pozitivne kritike. Blabbermouth je pohvalio upotrebu različitih glazbala kao što su flauta, saksofon i ksilofon, a pjesme je nazvao „dugima, slojevitima i jasnima”. Dao mu je devet od deset bodova. Takvu mu je ocjenu dao i Jordan Blum u recenziji za Metal Injection, koji je izjavio: „Kad u obzir uzmemo samo (taj album), Queen of Time je odličan, ali ako se prisjetimo da je to trinaesti studijski album skupine koja postoji već nekoliko desetljeća, pravo je čudo od albuma. Pjesme na njemu nisu umorne i predvidljive, nego su genijalne i živahne od početka do kraja(.)”
Dom Lawson dao mu je četiri zvjezdice od njih pet u recenziji za časopis Metal Hammer i izjavio je: „Amorphisovi članovi odlično pišu pjesme; od dojmljive uvodne pjesme 'The Bee' do raskošne i dramatične završne pjesme 'Pyres on the Coast' – svaka skladba sadrži barem jednu pamtljivu pozitivnu dionicu, a pjevač Tomi Joutsen nikad prije nije bio toliko upečatljiv.” U osvrtu za Exclaim! Max Morin dao mu je osam bodova od njih deset zaključivši da je to „odličan” album, ali i „nedosljedan”.

## Zasluge
| Amorphis - Tomi Joutsen – vokal - Esa Holopainen – gitara - Tomi Koivusaari – gitara - Olli-Pekka Laine – bas-gitara - Santeri Kallio – klavijatura; snimanje orgulja - Jan Rechberger – bubnjevi; snimanje (dodatnih udaraljki, bas-gitare bez pragova, dodatnih vokalnih dionica i recitiranja) Dodatni glazbenici - Hellscore – zbor - The Orphaned Land Oriental Orchestra – orkestar - Matteo Sisti – flauta - Chrigel Glanzmann – flauta - Anneke van Giersbergen – vokal (na pjesmi „Amongst Stars”) - Akira Takasaki – gitarska solodionica (na pjesmi „Honeyflow”) - Pekko Käppi – lira (na pjesmi „Honeyflow”) - Jørgen Munkeby – saksofon (na pjesmi „Daughter of Hate”) - Afif Merhej – ud (na pjesmi „The Golden Elk”) - Albert Kuvezin – grleno pjevanje (na pjesmi „The Bee”) - Pekka Kainulainen – naracija (na pjesmi „Daughter of Hate”); tekstovi pjesama - André Alvinzi – dodatna klavijatura (na pjesmi „The Bee”) | Ostalo osoblje - Jens Bogren – snimanje, miksanje, produkcija - Tony Lindgren – masteriranje - Linus Corneliusson – digitalna obrada, pomoć pri miksanju; miksanje (pjesme „Honeyflow”) - Aki Sihvonen – snimanje (glasovira i Hammondovih orgulja) - Noa Gruman – aranžman pjesama za zbor; vokali „u stilu Ofre Haze” - Jonathan Kossov – snimanje (zbora) - Francesco Ferrini – aranžman za orkestar - David Castillo – snimanje (flauta) - Jonas Olsson – dodatni vokalni aranžmani, tonska obrada - René Merkelbach – snimanje (vokala Anneke van Giersbergen) - Per Aldeheim – vokalni aranžman (na pjesmi „Amongst Stars”) - Ville Riipa – vocoder - Lars Johnson – fotografija - Valnoir – omot albuma, dizajn |